# منزله (فلم)
منزله (بالإنجليزية: His House) هو فيلم إثارة أمريكي من إنتاج 2020.الفيلم من إخراج ريمي ويكيز وبطولة يونومي موساكو،سوب ديرسو ومات سميث.
تم عرض الفيلم لأول مرة في مهرجان صاندانس السينمائي في 27 يناير 2020، ومن المقرر عرضه على نتفليكس في 30 أكتوبر 2020.